# Saint Kitts i Nevis na Letnich Igrzyskach Olimpijskich 2020
Saint Kitts i Nevis na Letnich Igrzyskach Olimpijskich 2020 w Tokio reprezentuje dwoje sportowców. Jest to siódmy start tego kraju na letnich igrzyskach olimpijskich.

## Reprezentanci

### Lekkoatletyka
| Zawodnik     | Konkurencja | Eliminacje | Eliminacje | Runda 1 | Runda 1 | Półfinał | Półfinał | Finał | Finał   | Źródło |
| Zawodnik     | Konkurencja | Wynik      | Miejsce    | Wynik   | Miejsce | Wynik    | Miejsce  | Wynik | Miejsce | Źródło |
| ------------ | ----------- | ---------- | ---------- | ------- | ------- | -------- | -------- | ----- | ------- | ------ |
| Jason Rogers | 100 m (m)   | N/A        | N/A        | 10,21   | 3.      | 10,12    | 6.       | NQ    | NQ      | [ 1 ]  |
| Amya Clarke  | 100 m (k)   | 11,67      | 2.         | 11,71   | 7.      | NQ       | NQ       | NQ    | NQ      | [ 2 ]  |